# Chaim Potok
Herman Harold (Chaim) Potok (New York, 17 februari 1929 – Merion (Pennsylvania), 23 juli 2002) was een Amerikaans schrijver en rabbijn.

## Levensloop
Herman Harold Potok werd geboren in Bronx, New York. Zijn vader was Benjamin Max Potok (overleden in 1958) en zijn moeder was Mollie Friedman Potok (overleden in 1985). Zij waren Joodse immigranten uit Polen. Hij was de oudste van vier kinderen, die allemaal rabbijnen werden of ermee trouwden. Hij kreeg vanwege de traditie van zijn ouders na zijn geboorte ook nog de Hebreeuwse namen Chaim Tzvi  (חיים צבי). Chaim betekent leven. Hij kreeg een orthodox-joodse opleiding. Nadat hij als tiener de roman Brideshead Revisited van Evelyn Waugh had gelezen, besloot hij schrijver te worden (hij zei vaak dat de roman Brideshead Revisited zijn werk en literatuur inspireerde). Hij begon met het schrijven van fictie op 16-jarige leeftijd. Op 17-jarige leeftijd deed hij zijn eerste inzending voor het tijdschrift The Atlantic Monthly. Hoewel het niet werd gepubliceerd, ontving hij een briefje van de redacteur waarin hij zijn werk complimenteerde. Hij ging naar de middelbare school aan de Marsha Stern Talmudical Academy, de middelbare school voor jongens van de Yeshiva University.
In 1949, op twintigjarige leeftijd, werden zijn verhalen gepubliceerd in het literaire tijdschrift van Yeshiva University, dat hij ook hielp redigeren. In 1950 studeerde Potok summa cum laude af met een BA in Engelse literatuur.
Na vier jaar studie aan het Jewish Theological Seminary of America werd hij tot conservatieve rabbijn gewijd. Hij werd benoemd tot directeur van LTF, Leaders Training Fellowship, een jongerenorganisatie die is aangesloten bij het conservatieve jodendom.
Na het behalen van een master in Engelse literatuur, nam Potok dienst bij het Amerikaanse leger als kapelaan. Hij diende in Zuid-Korea van 1955 tot 1957. Hij beschreef zijn tijd in Zuid-Korea als een transformatieve ervaring. Opgegroeid met de overtuiging dat het Joodse volk centraal stond in de geschiedenis en Gods plannen, ervoer hij een regio waar er bijna geen joden waren en geen antisemitisme, maar wiens religieuze gelovigen met dezelfde ijver baden die hij thuis in orthodoxe synagogen zag.
Bij zijn terugkeer naar de VS trad hij toe tot de faculteit van de Universiteit van het Jodendom in Los Angeles. Potok ontmoette Adena Sara Mosevitzsky, een psychiatrisch maatschappelijk werker, in Camp Ramah in Ojai, Californië, waar hij van 1957 tot 1959 kampdirecteur was. Ze trouwden op 8 juni 1958. In 1959 begon hij zijn afstudeerstudie aan de universiteit van Pennsylvania en werd benoemd tot geleerde-in-residence bij Temple Har Zion in Philadelphia. In 1963 waren de Potoks instructeurs in Camp Ramah in Nyack. Eveneens in 1963 begon hij een jaar in Israël, waar hij zijn proefschrift schreef over Solomon Maimon en een roman begon te schrijven.
In 1964 verhuisden de Potoks naar Brooklyn, waar Chaim hoofdredacteur werd van het tijdschrift Conservative Judaism en lid werd van de faculteit van het Teachers' Institute of the Jewish Theological Seminary. Het jaar daarop werd hij benoemd tot hoofdredacteur van de Jewish Publication Society in Philadelphia en later tot voorzitter van de publicatiecommissie. Gedurende deze tijd ontving Potok een doctoraat in de filosofie van de Universiteit van Pennsylvania. In 1970 verhuisden de Potoks naar Jeruzalem en keerden in 1977 terug naar Philadelphia.
Na de publicatie van Old Men at Midnight werd bij Potok hersenkanker geconstateerd. Hij stierf in zijn huis in Merion, Pennsylvania op 23 juli 2002, 73 jaar oud aan een hersentumor.

## Carrière
Hij werd vooral bekend door zijn debuutroman The Chosen (Uitverkoren) (1967), die meteen een bestseller werd en het vervolgboek The Promise (De belofte, 1969). The Chosen werd in 1981 verfilmd en ook bewerkt voor theater.
Deze twee boeken gaan over de vriendschap tussen twee Joodse jongens, waarvan de één uit een streng chassidisch milieu komt en de ander een liberale opvoeding heeft gehad. Het thema, de spanning tussen beide werelden kende Potok uit zijn eigen leven. Hij werd opgevoed in een orthodox-joods gezin. Zijn literaire aspiraties wekten veel weerstand op in zijn milieu; men vond dat hij zijn tijd verdeed.
Andere bekende boeken van Potok zijn Mijn naam is Asjer Lev (1972) en De gave van Asjer Lev (1990). Ook in deze twee boeken gaat het over een kunstenaar (kunstschilder) die zijn orthodox-joodse familie en omgeving moet trotseren om van zijn talent zijn beroep te kunnen maken. 
Behalve romans schreef hij ook toneelstukken, kinderboeken, korte verhalen en non-fictie. Ook fungeerde hij als ghostwriter van de autobiografie van de Joods-Amerikaanse violist Isaac Stern.
Samen met rabbijn-schrijver Harold Kushner heeft hij in 2001 eveneens een werk over de Thora het licht doen zien dat geldt als het nieuwe officiële Thora-commentaar van de conservatief-joodse richting.

## Invloed in Nederland
De eerste Nederlandse vertaling van een boek van Potok verscheen in 1969. Het betrof The Chosen dat verscheen onder de titel De rechtvaardige. In 1974 verscheen Mijn naam is Asjer Lev, dat door Lennaert Nijgh was vertaald. Beide boeken hadden weinig succes en werden in eerste instantie niet herdrukt. Het duurde tot midden jaren tachtig voordat Potok echt populair werd in Nederland. Potok wist niet alleen joodse lezers, maar ook een groot aantal orthodoxe christenen aan zich te binden met zijn beschrijving van het conflict tussen traditie en moderniteit. Zijn grote populariteit leidde ertoe dat enkele boeken eerder in het Nederlands verschenen dan in het Engels, waarin ze geschreven waren. Dit betrof drie publicaties ter gelegenheid van jubilea van zijn uitgever BZZTôH, Het cijfer zeven (1990), De hand van de golem (1995) en Op zoek naar Ruth (2000).

## Werken
- Uitverkoren (eerder verschenen als De rechtvaardige en De rechtvaardiging) (The Chosen, 1967)
- De belofte (The Promise, 1969)
- Mijn naam is Asjer Lev (My Name is Asher Lev, 1972)
- In den beginne (In the beginning, 1975)
- Het lijvige Omzwervingen (Wanderings, 1978), waarin hij de geschiedenis van het Joodse volk beschrijft
- Het boek van het licht (The Book of Lights, 1981)
- Davita's Harp (1985)
- De gave van Asjer Lev (The Gift of Asher Lev, 1990)
- Het cijfer zeven (verhalenbundel,1990)
- Het stof der aarde (I Am the Clay, 1992)
- De troopleraar (1992, een eigentijds spookverhaal)
- Het kanaal (The Canal, 1993)
- Mijn vriend de boom (1993, kinderboek)
- De hand van de golem/De oorlogsdokter (1995)
- Mijn oom de piloot (1995, kinderboek)
- De familie Slepak (The Gates of November, 1996)
- Isabel en andere verhalen (1998)
- Op zoek naar Ruth (2000, vertelling)
- Oude mannen om middernacht (2001) (De arkenbouwer/ De oorlogsdokter/ De troopleraar)

- Biblioteca Nacional de España: XX1075610
- Bibliothèque nationale de France: cb140330571 (data)
- Digitale Bibliotheek voor de Nederlandse Letteren: poto001
- Gemeinsame Normdatei: 122379136
- International Standard Name Identifier: 0000 0001 1762 9380
- Library of Congress Control Number: n50019835
- Nationale Bibliotheek van Tsjechië: jn20000604486
- Nationale Bibliotheek van Israël: 987007266783805171
- Nederlandse Thesaurus van Auteursnamen: 07064540X
- Istituto Centrale per il Catalogo Unico: CFIV003623
- SNAC: w6v98ffx
- Système universitaire de documentation: 027080439
- Virtual International Authority File: 51694687
- WorldCat: E39PBJxCCwwTj7cyxMhT9xb68C